# Esternay

Esternay este o comună în departamentul Marne, Franța. În 2009 avea o populație de 1,779 de locuitori.